# Pallenoides proboscidea
Pallenoides proboscidea is een zeespin uit de familie Callipallenidae. De soort behoort tot het geslacht Pallenoides. Pallenoides proboscidea werd in 1955 voor het eerst wetenschappelijk beschreven door Barnard. 